# 下山村 (山梨県)
下山村（しもやまむら）は山梨県南巨摩郡にあった村。現在の身延町下山・粟倉にあたる。本項では発足時の名称である福居村（ふくいむら）についても述べる。

## 地理
- 山：粟倉山
- 河川：富士川、早川

## 歴史
- 1875年（明治8年） - 巨摩郡下山村・粟倉村が合併して福居村となる。
- 1878年（明治11年）7月22日 - 郡区町村編制法の施行により、福居村が南巨摩郡の所属となる。
- 1889年（明治22年）7月1日 - 町村制の施行により、福居村が単独で自治体を形成。
- 1896年（明治29年）3月7日 - 福居村が改称して下山村となる。
- 1955年（昭和30年）2月11日 - 南巨摩郡身延町・豊岡村・西八代郡大河内村と合併し、改めて南巨摩郡身延町が発足。同日下山村廃止。

## 交通

### 道路
- 国道52号